# Kitano Sho
Sho Kitano (sinh ngày 20 tháng 11 năm 1984) là một cầu thủ bóng đá người Nhật Bản.

## Sự nghiệp câu lạc bộ
Sho Kitano đã từng chơi cho Yokohama F. Marinos, Vissel Kobe và YKK AP.